# 曽於市立財部北小学校
曽於市立財部北小学校（そおしりつ たからべきたしょうがっこう）は、鹿児島県曽於市に所在した公立小学校。

## 沿革
- 1909年（明治42年） - 白峰尋常小学校・正部尋常小学校を併合し、開校。
- 2005年（平成17年） - 曽於郡3町の合併・市制施行に伴い、曽於市立財部北小学校と改称。
- 2023年（令和5年）3月31日、財部小学校との統合により、閉校。